# Abaújlak
Abaújlak is een plaats (község) en gemeente in het Hongaarse comitaat Borsod-Abaúj-Zemplén. Abaújlak telt 113 inwoners (2001).